# Johan Georg Forchhammer
 (janvier 2022).
La mise en forme du texte ne suit pas les recommandations de Wikipédia : il faut le « wikifier ».
Les points d'amélioration suivants sont les cas les plus fréquents :
- Les titres sont pré-formatés par le logiciel. Ils ne sont ni en capitales, ni en gras.
- Le texte ne doit pas être écrit en capitales (les noms de famille non plus), ni en gras, ni en italique, ni en « petit »…
- Le gras n'est utilisé que pour surligner le titre de l'article dans l'introduction, une seule fois.
- L'italique est rarement utilisé : mots en langue étrangère, titres d'œuvres, noms de bateaux, etc.
- Les citations ne sont pas en italique mais en corps de texte normal. Elles sont entourées par des guillemets français : « et ».
- Les listes à puces sont à éviter, des paragraphes rédigés étant largement préférés. Les tableaux sont à réserver à la présentation de données structurées (résultats, etc.).
- Les appels de note de bas de page (petits chiffres en exposant, introduits par l'outil «  Source ») sont à placer entre la fin de phrase et le point final[comme ça].
- Les liens internes (vers d'autres articles de Wikipédia) sont à choisir avec parcimonie. Créez des liens vers des articles approfondissant le sujet. Les termes génériques sans rapport avec le sujet sont à éviter, ainsi que les répétitions de liens vers un même terme.
- Les liens externes sont à placer uniquement dans une section « Liens externes », à la fin de l'article. Ces liens sont à choisir avec parcimonie suivant les règles définies. Si un lien sert de source à l'article, son insertion dans le texte est à faire par les notes de bas de page.
- La présentation des références doit suivre les conventions bibliographiques. Il est recommandé d'utiliser les modèles {{Ouvrage}}, {{Chapitre}}, {{Article}}, {{Lien web}} et/ou {{Bibliographie}}. Le mode d'édition visuel peut mettre en forme automatiquement les références.
- Insérer une infobox (cadre d'informations à droite) n'est pas obligatoire pour parachever la mise en page.

Pour une aide détaillée, merci de consulter Aide:Wikification.
Si vous pensez que ces points ont été résolus, vous pouvez retirer ce bandeau et améliorer la mise en forme d'un autre article.
Johan Georg Forchhammer (26 juillet 1794 - 14 décembre 1865) est un minéralogiste et géologue danois.

## Biographie
Forchhammer était originaire de Husum au Schleswig et a étudié aux universités de Kiel et Copenhague de 1815 à 1818.
Il rejoint alors Hans Christian Ørsted et Lauritz Esmarch dans leur exploration minéralogique de Bornholm où il prend le gros du travail sur lui. En 1820, il obtient son doctorat avec un traité chimique intitulé De mangano, à la suite de quoi il fait un voyage d'étude en Angleterre, Écosse et aux Iles Féroé. En 1823, il est nommé professeur de chimie et minéralogie à l'Université de Copenhague et obtient en 1829 un poste similaire à la nouvelle École polytechnique. En 1848, il devient curateur du Musée géologique.
De 1835 à 1837, il rédige de nombreuses contributions relatives à la géologie au Danemark. À la mort de Hans Christian Ørsted en 1851, il succède à celui-ci en tant que directeur de l'École polytechnique  et en tant que secrétaire à l'Académie des Sciences. En 1851, il entreprend avec Japetus Steenstrup et Jens Jacob Asmussen Worsaae différentes publications anthropologiques qui lui valent une grande réputation. En parallèle Forchhammer s'intéresse à des questions pratiques comme l'introduction du gas à Copenhague, l'établissement d'une brigade de pompiers à Rosenborg ou le forage de puis artésiens.
En 1865, Forchhammer fait la conjecture que le rapport de salinité dans l'eau de mer était le même partout sur terre. Ce rapport est connu comme le Principe de Forchhammer, ou principe des proportions constantes. Sa théorie a été prouvée correcte en 1884 par le professeur William Dittmar lors de ses analyses d'eau de mer faites pendant l'Expédition du Challenger.
Parmi les ouvrages de Forchhammer, on peut citer son Lærebog i. de enkelte Radicalers Chemi (1842); Danmarks geognostiske Forhold (1835); Om de Bornholmske Kulformationer (1836); Dit myere Kridt i Danmark (1847); Bidrag til Skildringer af Danmarks geographiske Forhold i deres Afhængighed af Landets indre geognostiske Bygning (1858)

## Ouvrages
- De mangano, 1820
- "Danmarks Geognostiske Forhold", in Universitetsprogram, 1835.
- Det nyere Kridt i Danmark, 1847.
- Lærebog i Stoffernes Almindelige Chemie, 1842.
- De enkelte Radikalers Almindelige Chemie, 1842 (textbook).
- Bornholmske Kulformationer, 1836.
- De vigtigste Sætninger af den uorganiske Chemie, 1838.
- Bidrag til Skildringen af Danmarks geographiske Forhold i deres Afhængighed af Landets indre geognostiske Bygning, 1858.
- Om Søvandets bestanddele og deres Fordeling i Havet, 1859.
- Almenfattelige Afhandlinger og Foredrag, 1869.
- Selvbiografi i Universitetes Program, November 1903.